# Кулибали, Мамаду (сенегальский футболист)
Мамаду́ Кулибали́ (фр. Mamadou Coulibaly; 3 февраля 1999, Тиес, Сенегал) — сенегальский футболист, полузащитник итальянского клуба «Салернитана», выступающий на правах аренды в составе команды «Тернана».

## Биография
Кулибали родился 3 февраля 1999 года в сенегальском городе Тиес. В октябре 2015 года эмигрировал в Европу на барже. Какое-то время будущий футболист был бездомным. Был замечен футбольным агентом, когда играл футбол с друзьями на улице.
2 марта 2017 года Мамаду заключает контракт с клубом «Пескара», выступающем в Серии «A». Уже 4 марта футболист дебютировал в стартовом составе в матче молодёжного первенства против команды «Авеллино 1912», проведя на поле все 90 минут и отметившись голом. Дебют в Серии «A» состоялся 19 марта: на 70-й минуте матча с «Аталантой» Кулибали заменил Валерио Верре. 2 апреля футболист вышел в стартовом составе на матч против «Милана» и провёл на поле весь матч.
В июне 2017 года появилась информация о переходе игрока в «Интернационале». Однако 10 июля клуб «Удинезе» объявил о подписании с Кулибали контракта сроком на пять лет, первый из которых он проведёт в аренде в «Пескаре».
В январе 2019 года Кулибали отправился в аренду в «Карпи».